# كلوس بادلت
كلوس بادلت (بالألمانية: Klaus Badelt)‏ هو ملحن أفلام ألماني ولد في يوم 12 يونيو 1967 في مدينة فرانكفورت في ألمانيا الغربية، أشتهر بأعماله مع هانس زيمر، وألف عدة ألحان لأفلام الخيط الرفيع وأمير مصر وغلاديايتر وقراصنة الكاريبي: لعنة اللؤلؤة السوداء وكا-19 صانعة الأرامل وبسيك وإكويليبريوم وتي إم إن تي وقسطنطين وبوسيدون وفجر الإنقاذ وسليمان كين. وأشتهر كلوس بادلت بتأليف لحن هو القرصان مع هانس زيمر في فيلم قراصنة الكاريبي.

## أعمال
- غلاديايتر
- إكويليبريوم
- كا-19 صانعة الأرامل
- آلة الزمن
- المجند
- بسيك
- قراصنة الكاريبي: لعنة اللؤلؤة السوداء
- المرأة القطة
- قسطنطين
- 16 بناية
- بوسيدون
- رذيلة ميامي
- هاجس
- تي إم إن تي
- الملك العقرب 2: صعود المحارب
- سليمان كين
- 22 رصاصة
- ملكة الصحراء

## روابط خارجية
- كلوس بادلت على موقع IMDb (الإنجليزية)
- كلوس بادلت على موقع ألو سيني (الفرنسية)
- كلوس بادلت على موقع ميوزك برينز (الإنجليزية)
- كلوس بادلت على موقع أول موفي (الإنجليزية)
- كلوس بادلت على موقع بوكس أوفيس موجو (الإنجليزية)
- كلوس بادلت على موقع قاعدة بيانات الأفلام السويدية (السويدية)
- كلوس بادلت على موقع أول ميوزيك (الإنجليزية)
- كلوس بادلت على موقع ديسكوغز (الإنجليزية)
- كلوس بادلت على موقع قاعدة بيانات الفيلم (الإنجليزية)
- كلوس بادلت على موقع كينوبويسك (الروسية)